# أخصائي الطب المخبري
أخصائي الطب المخبري أو أخصائي المختبرات الطبية (MLS) (أيضاً يدعى بأخصائي المختبرات السريرية) هو متخصص طبي يقوم بإجراء التحاليل التشخيصية الكيميائية، الدموية، المناعية، المجهرية، والجرثومية على سوائل الجسم كالدم، البول، القشع، البراز، السائل الدماغي الشوكي (CSF)، السائل الصفاقي، السائل التاموري والسائل الزليلي، كما هو حال باقي العينات. يعمل الأخصائي في الطب المخبري في مختبرات المشافي السريرية، عيادات الأطباء، المخابر المرجعية، مخابر التقانة الحيوية والمخابر الصناعية غير السريرية.

## الشهادات التعليمية المطلوبة
تختلف التراخيص والشهادات التعليمية المطلوبة من بلد إلى آخر وذلك بسبب اختلاف نطاق الممارسة.

### الولايات المتحدةالأمريكية
في الولايات المتحدة، يحصل أخصائي المختبرات الطبية (MLS)، التكنولوجي الطبي (MT)، أو أخصائي المختبرات السريرية (CLS) على درجة إجازة (بكالوريوس) في علوم المختبرات السريرية، العلوم الطبية الحيوية، التقانة الطبية أو في العلوم الحيوية/البيولوجية (علم الحياة، الكيمياء الحيوية، علم الأحياء المجهرية، الخ)، وفي هذه الحالة يجب أن يخضع لبرنامج تدريب معتمد في بعض الولايات.
يستغرق برنامج الدراسة 4 سنوات دراسية لنيل درجة الإجازة في المختبرات الطبية، يحصل على الطلاب على دروس ومقررات صفية في السنوات الثلاث الأولى، ويتم إكمال المناوبات السريرية في السنة الأخيرة من الدراسة. تدعى هذه الطريقة في التدريس ببرنامج 3 + 1 . توجد أيضاً برامج من نوع 2 + 2 والتي تختص بقبول الطلاب الذين أكملوا مقرراتهم الدنيا ويكملون السنتين الأخيرتين من الدراسة في برنامج CLS. يتم إكمال برنامج 4+1 بعد أن يتم الطالب درجة الإجازة وغالباً ما يأخذ الجانب السريري بشكل أساسي أكثر من الأكاديمي. في المناوبات السريرية، يتلقى الطالب الخبرة العملية اليدوية في كل قسم من أقسام المختبر، ويقوم بإجراء الاختبارت التشخيصية (تحت إشراف ومراقبة) ضمن المخبر الوظيفي. غالباً ما يعمل الطالب في المرحلة السريرية التدريبية مدة 40 ساعة في الأسبوع لفترة تتراوح بين 20 وحتى 52 أسبوعاً، وكأنه موظف تجريبي بدوام كامل. يتضمن منهاج الدراسة في التكنولوجيا الطبية عموماً 20 حصة كيمياء سريرية، 20 حصة دمويات، و 20 حصة من علم الأحياء المجهرية السريري.